# Lomatia tibialis
Lomatia tibialis är en tvåvingeart som beskrevs av Friedrich Hermann Loew 1873. Lomatia tibialis ingår i släktet Lomatia och familjen svävflugor. Inga underarter finns listade i Catalogue of Life.